# علم الاجتماع في الصين
في جمهورية الصين الشعبية، كانت دراسة علم الاجتماع تتطور بمعدل ثابت منذ إعادة تأسيسها في 1979 (كانت السلطات الشيوعية تمنعه سابقًا باعتباره علمًا برجوازيًا زائفًا). يركز علم الاجتماع الصيني بشدة على علم الاجتماع التطبيقي وأصبح مصدرًا مهمًا للمعلومات بالنسبة إلى زعماء السياسة الصينيين.

## التاريخ
أصبح علم الاجتماع مادة تلقى اهتمامًا أكاديميًا في الصين في العشرينيات من القرن العشرين، وفي عام 1947، نشر عالم الاجتماع في شاوتونغ كتابًا، يُسمى من التربة، الذي كان يسعى إلى تأسيس إطار لوصف المجتمع الصيني وأخلاقه وآدابه بالتفصيل، بعد ذلك بسنوات قليلة، في 1949، سيطر الحزب الشيوعي على أغلب الصين، وبحلول عام 1952 حرمت السلطات الشيوعية علم الاجتماع باعتباره علمًا زائفًا برجوازيًا كما حدث في الدول الشيوعية الأخرى (انظر مثلًا إلى تقييد البحث العلمي في الاتحاد السوفييتي). كان علماء الاجتماع الموجودون حينها يُضطهدون أثناء الثورة الثقافية وكانت أعمالهم تتعرض للتقييد. عام 1979، لاحظ القائد الشيوعي الصيني دينغ شاوبينغ حاجتهم إلى دراسات أكثر عن المجتمع الصيني ودعم إعادة تأسيس النظام. أُعيد تأسيس جمعية علم الاجتماع الصينية. منذ ذلك الحين، أصبح علم الاجتماع مقبولًا على نطاق واسع كأداة مفيدة للدولة، وكان غالبًا ما يُوظف خريجو علم الاجتماع في مؤسسات حكومية. ساعد أيضًا التعاون المتنامي بين علماء الاجتماع الصينيين والأمريكيين على إعادة تأسيس المجال.
ومع ذلك، عانى علم الاجتماع في الصين من التراجع مرة أخرى بعد مظاهرات ساحة تيانانمن في عام 1989. كان يُنظر إلى علم النفس كنظام حساس للسياسة واستُعيض عنه بالاقتصاد في دور مستشار الدولة في العلوم الاجتماعية الأولية. في السنين الأخيرة، مع وجود سياسات اجتماعية اقتصادية مثل المجتمع المتناغم الاشتراكي، استعاد علم الاجتماع رونقه في عين زعماء السياسة الصينيين.

## المؤسسات
اعتبارًا من عام 2008، بدأت الجامعات الصينية وأكاديميات العلوم الاجتماعية على سبيل المثال: (الأكاديمية الصينية للعلوم الاجتماعية) في توظيف أكثر من 6000 عالمًا من علماء الاجتماع وإنشاء برامجهم التي كانت توفر 74 درجة بكالوريوس في علم الاجتماع و87 درجة ماجستير و16 درجة دكتوراه.
يوجد في الصين مجلتان رئيسيتان في علم الاجتماع: مجلة البحوث الاجتماعية (شويشوي يانشو، تُنشر منذ 1986) ومجلة المجتمع (شووي، منذ 1982). هناك أيضًا مئات (نحو 900) من مجلات العلوم الاجتماعية المدعومة من جامعة أو معهد حيث تُنشر أبحاث علم الاجتماع فيها غالبًا، ونخص بالذكر، العلوم الاجتماعية الصينية والعلوم الاجتماعية بشنغهاي وحدود علم الاجتماع.

## الموضوع محل التركيز والبحوث العلمية
يركز علم الاجتماع الصيني منذ إعادة تأسيسه في 1979، على البحوث التطبيقية التجريبية الموجهة سياسيًا لتبرير دعم الدولة لها. من الأمثلة البارزة لاستخدام رجال الدولة لعلم الاجتماع هو تأثير أعمال في شاوتونغ على سياسات تصنيع وتمدين القرى الريفية. بدأت الأولويات السياسية في السنين الأخيرة في التحول من الكفاءة والنمو إلى العدالة الاجتماعية من أجل تقليل التوتر الاجتماعي والحفاظ على الاستقرار السياسي. تركز البحوث العلمية في علم الاجتماع في الصين على القضايا المتعلقة بالتطورات الاجتماعية الاقتصادية مثل التدرج الاجتماعي والحراك الاجتماعي وبناء المجتمع والعلاقات بين الدولة والمجتمع والهجرة وعلم الاجتماع الاقتصادي.
في عام 2003، بدأ برنامج استقصائي صيني عام كبير.
بدأ علم الاجتماع الصيني في التحول عن التركيز المفرط على الماركسية بشكل ثابت (انظر أيضًا الماوية وعلم الاجتماع الماركسي).
على الجانب الآخر، هناك نقص ملحوظ في البحث النظري في علم الاجتماع الصيني، إذ مازالت الدولة لا تفضله.